# John Seymour Lucas
John Seymour Lucas, né le 21 décembre 1849 à Londres et mort le 8 mai 1923 à Blythburgh, est un peintre d'histoire et portraitiste anglais, ainsi qu'un créateur de costumes de théâtre. Il est élu membre associé de la Royal Academy en 1886 et académicien à part entière en 1899.

## Biographie et carrière

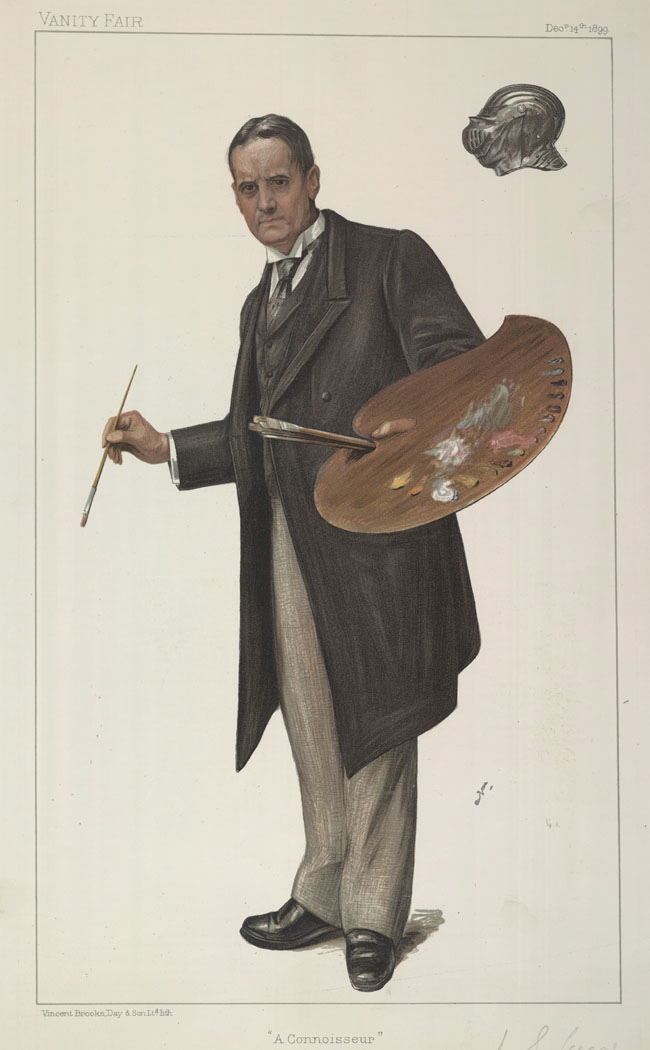
Caricature de Lucas parue dans Vanity Fair (1899).

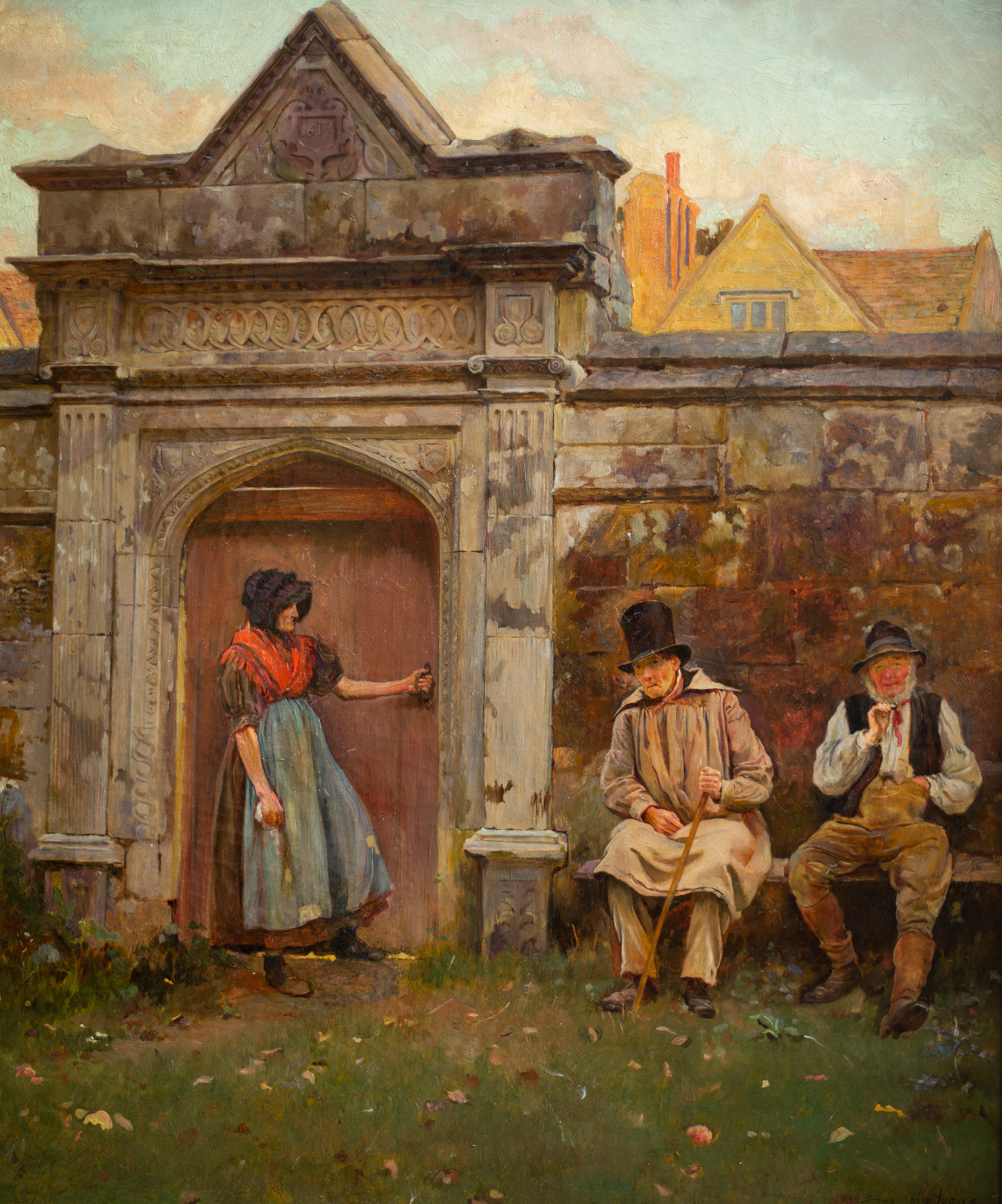
The Old Gateway (1876).

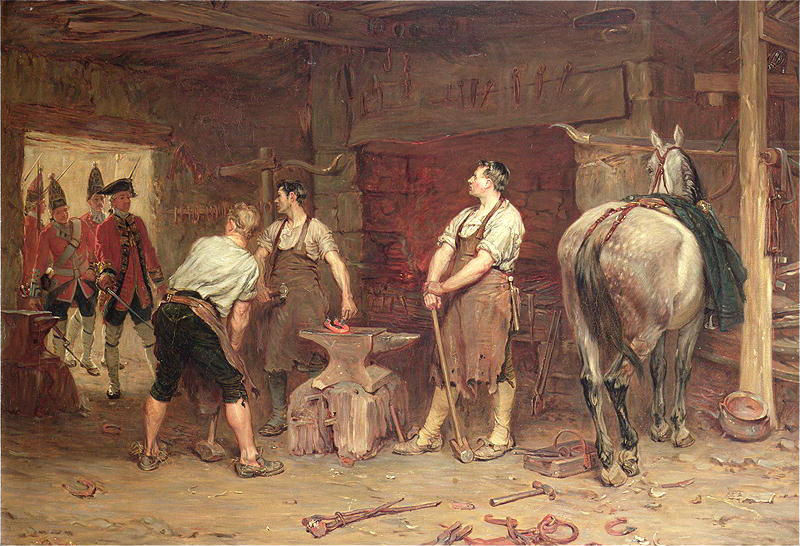
Rebel Hunting after Culloden (1884).

John Seymour Lucas naît au sein d'une famille artistique de Londres. Il est le neveu du peintre John Lucas. Il étudie à la St. Martin's Lane School, puis aux écoles de la Royal Academy. Il y rencontre la Française Marie Cornelissen qu'il épouse en 1877. Il fait des voyages sur le continent en particulier en Hollande et en Espagne en 1886. il devient académicien royal en 1899.
Lucas est avant tout un peintre d'histoire, portant une attention particulière au réalisme des costumes et des décors. Il tire son inspiration de l'œuvre de van Dyck  et de Vélasquez, et excelle dans des scènes de la vie anglaise du XVIe siècle au XVIIIe siècle, de l'époque Tudor, de l'époque Stuart notamment l'Invincible Armada, la Guerre civile anglaise et les révolutions jacobites. 
Sa première œuvre à rencontrer les faveurs du public est Rebel Hunting after Culloden, exécuté en 1884. Ce tableau est apprécié non seulement pour la tension évidente entre les forgerons musclés et les forces de l'ordre en manteau rouge, mais aussi pour l'extraordinaire réalisme de la représentation de la forge et du fer à cheval rougeoyant sur l'enclume.
Son succès lui fait rencontrer le fameux portraitiste John Singer Sargent, son exact contemporain. Un portrait de Lucas réalisé par John Singer Sargent est exposé à la Tate Britain. Vers les années 1890, Lucas reçoit d'importantes commandes pour des bâtiments publics ou de personnalités royales: The Flight of the Five Members (Houses of Parliament), The Granting of the Charter of the City of London (Royal Exchange), Reception by HM King Edward VII of the Moorish Ambassador (Royal Collection), HRH the Prince of Wales in German Uniform (Royal Collection).
En plus de plus d'une centaine de peintures à l'huile majeures et un grand nombre de dessins, Lucas est connu également comme créateur de costumes pour des pièces de théâtre à sujet historique, très appréciées à la fin de l'époque victorienne et au début de la période édouardienne. Il crée le costume du duc de Normandie pour le prince Alfred de Saxe-Cobourg-Gotha pour un bal de 1897 à la Devonshire House. John Seymour Lucas est aussi un aquarelliste; il est élu au Royal Institute of Painters in Water Colours en 1877.
John Seymour Lucas disposait d'un atelier construit spécialement à South Hampstead par son ami, l'architecte Sydney Williams-Lee.

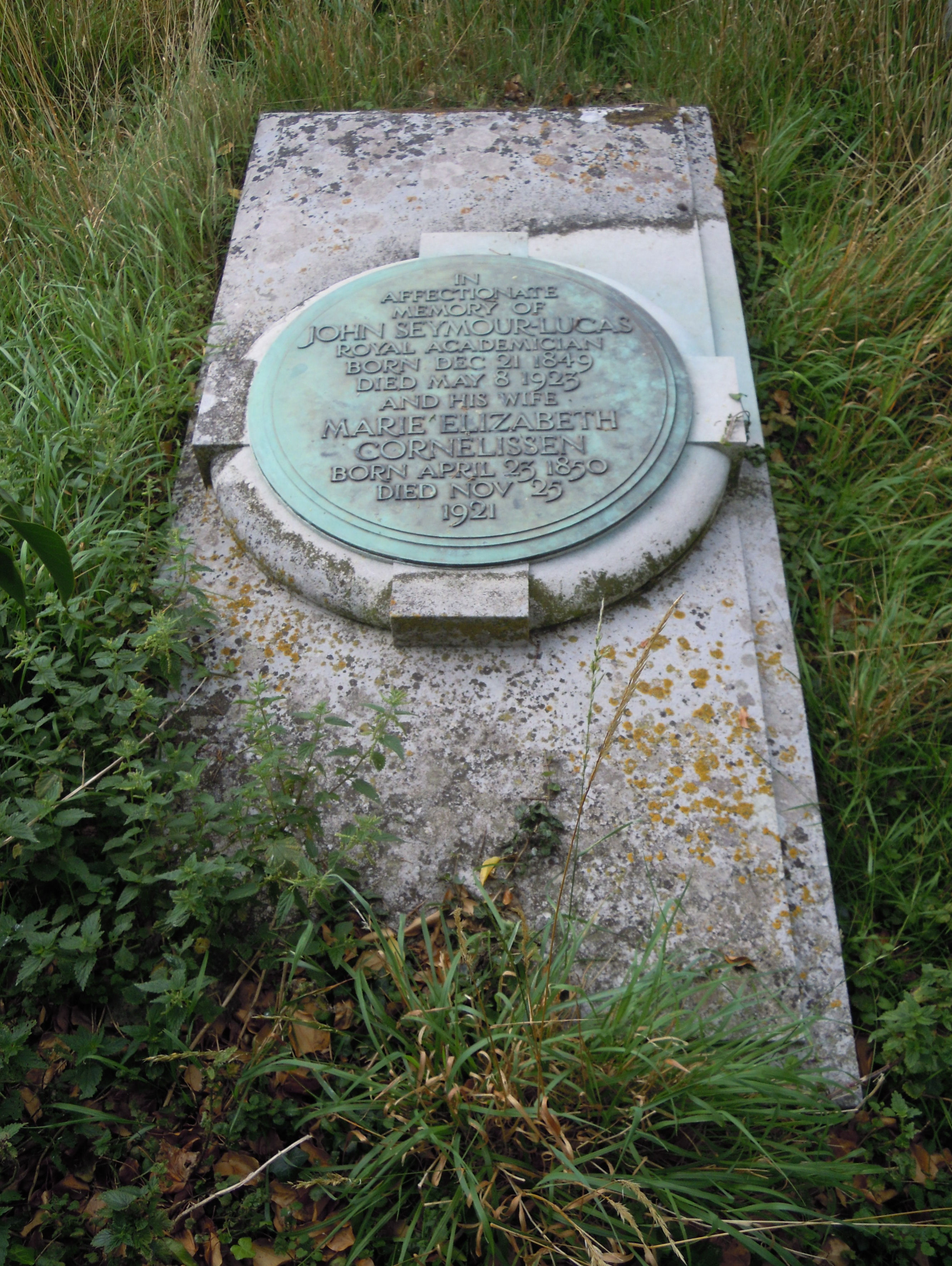
Sépulture de John Seymour Lucas au cimetière de l'église de Blythburgh.

Il cesse de peindre à la fin de la Première Guerre mondiale et s'installe à Blythburgh, dans le Suffolk, dans une maison près de l'église, appelée « The Priory » (le Prieuré). Il meurt en 1923 et il est enterré au cimetière de l'église de la Sainte-Trinité de Bythburgh. Son fils, Sydney Seymour Lucas, devint aussi un artiste et un illustrateur de renom.